# Édouard de Beaujeu
Édouard de Beaujeu, signore di Dombes (11 aprile 1316 – Ardres, 8 giugno 1351), è stato un militare francese, maresciallo di Francia dal 1347.

## Biografia
Figlio di Guichard, signore di Beaujeu, Semur e Dombes, e di Marie de Chatillon, nel 1340 seguì Filippo di Valois nella guerra delle Fiandre: all'assedio di Mortagne contro Guglielmo II di Hainaut, da solo gettò dodici nemici nel fossato; nel 1344 si mise al servizio del re di Cipro Ugo IV e ne condusse le truppe a Smirne contro gli Arabi.
Tornato in Europa si distinse all'assedio di Angoulême, occupata dagli inglesi.
Combatté alla battaglia di Crécy, nel 1346; dopo la sconfitta francese, fu tra i cinque signori che portarono in salvo Filippo VI.
Il sovrano l'anno successivo lo nominò maresciallo di Francia al posto del cognato Charles de Montmorency che riceveva il governo della Piccardia.
Quando Filippo di Valois marciò in soccorso di Calais assediata da Edoardo III, Beaujeu esaminò i trinceramenti inglesi e lo sconsigliò di tenere battaglia in campo aperto.
Nell'agosto 1350 accompagnò Giovanni II all'incoronazione a Reims, con una guardia d'onore di 14 cavalieri e 85 scudieri. Terminata la cerimonia Beaujeu partì alla testa delle proprie truppe per ingaggiare battaglia contro gli inglesi nel Boulonnais e nelle Fiandre.
Morì in battaglia ad Ardres nel 1351, mentre recava soccorso a Saint-Omer attaccata dagli inglesi; fu sepolto nell'abbazia di Villeneuve, nella tomba di famiglia.